# 魁特札尔皮特莱特尔冕状物
魁特札尔皮特莱特尔冕状物（英語：Quetzalpetlatl Corona）是金星拉达高地上的一个冕状物，坐标为南纬68°、东经357° ，直径有780公里，是金星上第四大冕状物。
它被命名为魁特札尔皮特莱特尔，一名阿兹特克神话中的生育女神。 